# Gran Galà del calcio AIC 2014

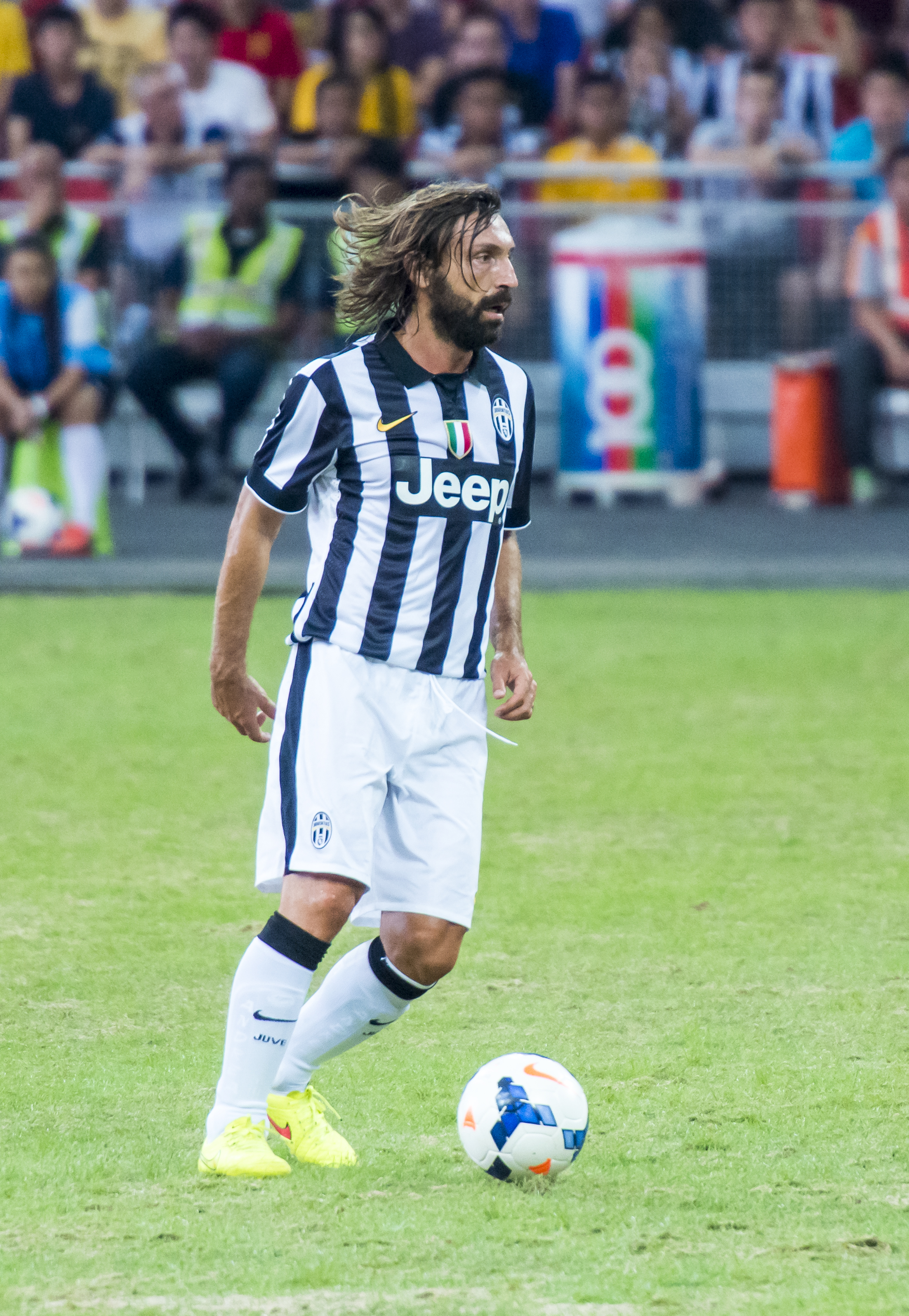
L'italiano Andrea Pirlo, migliore calciatore assoluto al Gran Galà del calcio AIC 2014.

Il Gran Galà del calcio AIC 2014 è stata la quarta edizione dell'omonima manifestazione in cui sono stati premiati, da parte dell'Associazione Italiana Calciatori, i protagonisti del calcio italiano per la stagione 2013-2014.
I riconoscimenti sono stati consegnati il 15 dicembre 2014 presso lo studio Rai di via Mecenate a Milano; la manifestazione, presentata da Enrico Varriale con Francesca Brienza e Sabrina Cavezza,regia Giampaolo Salomone,è stata trasmessa su Rai Sport 1 all'interno del Processo del Lunedì.
Protagonista dell'edizione, per il terzo anno consecutivo, è stata la Juventus premiata come miglior società e, attraverso i suoi tesserati, capace di primeggiare anche nella squadra dell'anno, con sette elementi (record della categoria), nonché nei riconoscimenti riservati al miglior calciatore assoluto, Andrea Pirlo, e al migliore allenatore, Antonio Conte: per gli ultimi due si tratta del terzo successo, grazie al quale raggiungono rispettivamente Zlatan Ibrahimović e Marcello Lippi in vetta all'albo d'oro.

## Vincitori
Squadra dell'anno
| Ruolo | Naz.                 | Giocatore        | Squadra  |
| ----- | -------------------- | ---------------- | -------- |
| P     | Italia (bandiera)    | Gianluigi Buffon | Juventus |
| D     | Italia (bandiera)    | Matteo Darmian   | Torino   |
| D     | Italia (bandiera)    | Andrea Barzagli  | Juventus |
| D     | Marocco (bandiera)   | Mehdi Benatia    | Roma     |
| D     | Ghana (bandiera)     | Kwadwo Asamoah   | Juventus |
| C     | Cile (bandiera)      | Arturo Vidal     | Juventus |
| C     | Italia (bandiera)    | Andrea Pirlo     | Juventus |
| C     | Francia (bandiera)   | Paul Pogba       | Juventus |
| A     | Argentina (bandiera) | Carlos Tévez     | Juventus |
| A     | Argentina (bandiera) | Gonzalo Higuaín  | Napoli   |
| A     | Italia (bandiera)    | Ciro Immobile    | Torino   |

Migliore calciatore assoluto
| Piazzamento | Giocatore    | Squadra  |
| ----------- | ------------ | -------- |
| Vincitore   | Andrea Pirlo | Juventus |

Migliore allenatore
| Piazzamento | Allenatore    | Squadra  |
| ----------- | ------------- | -------- |
| Vincitore   | Antonio Conte | Juventus |

Migliore calciatore della Serie B
| Piazzamento | Giocatore      | Squadra |
| ----------- | -------------- | ------- |
| Vincitore   | Daniele Rugani | Empoli  |

Miglior società
| Piazzamento | Società calcistica |
| ----------- | ------------------ |
| Vincitore   | Juventus           |

Migliore arbitro
| Piazzamento | Arbitro        |
| ----------- | -------------- |
| Vincitore   | Nicola Rizzoli |

Calciatrice dell'anno
| Piazzamento | Giocatrice         | Squadra      |
| ----------- | ------------------ | ------------ |
| Vincitrice  | Melania Gabbiadini | Verona Women |